# メイプルソープ事件
メイプルソープ事件（メイプルソープじけん）は、米国の写真家ロバート・メイプルソープの写真集を日本の税関が「わいせつ図画」に当たると判断し、没収した行為の妥当性を巡り輸入禁制品該当通知処分を受けた出版社社長の男性と日本国政府が争った事件である。

## 事件概要
ロバート・メイプルソープの写真集「MAPPLETHORPE」は、メイプルソープの死後、1992年（平成4年）に、アメリカ合衆国で出版された。原告の出版社社長は1994年（平成6年）に、日本にて日本語版を刊行。その後、1999年（平成11年）に、この写真集を持参して渡米し、日本へ帰国した際に成田国際空港の東京税関成田税関支署において、写真集の中に被写体の男性が性器を直接、露出した状態の写真が掲載されていたことから「わいせつ図画」に当たると判断され、東京税関成田支署長より関税定率法による輸入禁制品該当通知を受けた。
出版社社長は、既に日本国内でモザイク処理や塗り潰し等の処理を経ること無く、刊行されている写真集を「わいせつ図画」と判断した東京税関成田支署長の対応は不当であるとして、処分の取り消しと国家賠償を求め、日本国政府及び東京税関成田支署長を提訴。これに対し、被告の日本国政府は「性器が露骨に写り込んだ写真が、わいせつ図画に当たらないと判断されれば、わいせつ図画が氾濫することになり、善良な性風俗が乱される。既に流通しているか否かや芸術性は、わいせつ性の判断とは無関係である」と公判で主張し、全面的に争うことを表明した。

### 一審・東京地裁判決
2002年（平成14年）1月29日、東京地方裁判所（藤山雅行裁判長）は、原告である出版社社長の主張を全面的に認め「既に日本国内で流通し、芸術作品として評価されているものであり、わいせつ図画には該当しない」として、処分の取り消しと約70万円の損害賠償を国側に命じる判決を下したが、国側はこの判決を不服として、東京高等裁判所に控訴した。

### 二審・東京高裁判決
2003年（平成15年）3月27日、東京高等裁判所（西田美昭裁判長）は一審・東京地裁判決を取り消し、東京税関の処分を妥当とする判決を下した。出版社社長は、この判決を不服として最高裁判所へ上告及び上告受理を申し立てた。最高裁第三小法廷（那須弘平裁判長）は上告受理を通知し、2008年（平成20年）1月22日に、口頭弁論が実施された。

### 最終審・最高裁判決
2008年（平成20年）2月19日、最高裁第三小法廷は、二審・東京高裁判決を破棄したうえで，日本国内への持ち込みを禁じた東京税関成田支署長の処分取り消しを命じるとともに、国家賠償については、二審の請求棄却を支持して上告を棄却した、日本国政府の敗訴が確定。下級審における「わいせつ物」認定が、最高裁で取り消されたのは、本件が初めである。
判決は、那須弘平裁判長を含む4名の多数意見で、本写真集を「メイプルソープ氏の写真芸術の全体像を概観するもの」と判断し、男性器が無修正で掲載されているのが、384ページ中19ページに留まることなどを理由に、1980年（昭和55年）の四畳半襖の下張事件で示した判断枠組みに従って、本写真集は関税定率法（平成17年法律第22号による改正前のもの）21条1項4号の「風俗を害すべき書籍、図画」には該当しないと判断。これに対し、堀籠幸男判事は「本写真集はわいせつ物に該当する」との前提で「多数意見は写真集の芸術性を重くみすぎており、判断の仕方に問題がある」と、反対意見を述べた。

### 過去の最高裁判例との整合性
他方1992年（平成4年）に、ニューヨーク市で開催された『ロバート・メイプルソープ回顧展』のカタログに、本事件で争われたものと同一の写真が掲載されており、ホイットニー美術館が東京税関から輸入差し止め処分を受けた事件では、1999年（平成11年）に最高裁第三小法廷（この当時の判事は2008年（平成20年）2月までに全員が退官している）が、3対2で「わいせつ物に該当する」と判断している。しかし、2008年（平成20年）2月における最高裁第三小法廷は、本事件と1999年（平成11年）事件との関係について「（カタログは）本件写真集とは構成が違い、処分時点も異なる」として、判例変更には当たらないとした。また、一審・東京地裁が認めた損害賠償については、東京税関が平成11年判決を基に業務を遂行した結果であり、直ちに違法であるとは言えないとして、全員一致で「賠償は不要」とされた。